# هروب مومياء (فلم)
هروب مومياء أو فرار مومياء فيلم مصري تركي من إنتاج عام 2002و2003، الفيلم بطولة ماجد المصري، نيللي كريم، فتحي عبد الوهاب، سامي العدل وجاءت البطولة التركية من خلال مشاركة الفنانين تيومان، نورغول يشيلتشاي، وسلامة شاهين، الفيلم من إخراج المخرج التركي مراد أكداش والمخرج المنفذ محمد الشريف.

## قصة الفيلم
تدور أحداث الفيلم بين مصر وتركيا حيث يحكي عن شاب يدعى «حسن» يعمل هو ومعاونيه «ماجد» و«داليا» كباحثي آثار لدى العالم الملياردير «صلاح مهران» وعند توصلهم لمومياء رمسيس الرابع في الأقصر يطمع فيها حسن ويحاول الاستيلاء عليها بمفرده.
خاصة بعد عرض رجل الأعمال الثري المريض المقتنع بأنه لن يشفى من ذلك المرض إلا من خلال دواء وحيد «أكسير الشباب» يكمن داخل إحدى المومياوات الفرعونية القديمة، فيكلف عصابة دولية لسرقة تلك المومياء من مصر وتسافر المومياء إلى تركيا عن طريق تبديل التوابيت وتعمل شرطة الإنتربول على تعقب هذه العصابة والقبض عليها وتقع ابنة العالم المصري «فاطمة» في حب «أحمد» أحد الضباط الأتراك المكلفين بالقبض على العصابة وتستغل العصابة هذه العلاقة لتمارس ضغوطها وتتوالى الأحداث في إطار أفلام الأكشن والإثارة بالإضافة إلى الكوميديا.

## بطولة
- ماجد المصري: حسن
- نيللي كريم: داليا
- فتحي عبد الوهاب: ماجد
- نورغول يشيلتشاي: فاطمة
- سامي العدل: البروفيسور يحيى
- سلامة شاهين
- ثيومان
- نورسيلي إيديز

## فريق العمل
- تصوير: هايل: مصور
- إخراج: مراد اكتاش: مخرج
- توزيع: ROTANA STUDIOS - WARNER BROS. - أوسكار للتوزيع ودور العرض - الماسة للإنتاج الفني: موزع
- موسيقى: سلامة لاشين: الألحان والموسيقى التصويرية
- إنتاج: ROTANA STUDIOS - WHITE PRODUCTION - WARNER BROS. - SHOW TV - العدل فيلم: منتج

## روابط خارجية
- مقالات تستعمل روابط فنية بلا صلة مع ويكي بيانات